# Courcy-aux-Loges
Courcy-aux-Loges är en kommun i departementet Loiret i regionen Centre-Val de Loire strax norr Frankrikes mitt. Kommunen ligger i kantonen Pithiviers som tillhör arrondissementet Pithiviers. År 2022 hade Courcy-aux-Loges 453 invånare.

## Befolkningsutveckling
Antalet invånare i kommunen Courcy-aux-Loges
| Referens: INSEE |